# Ubatuba

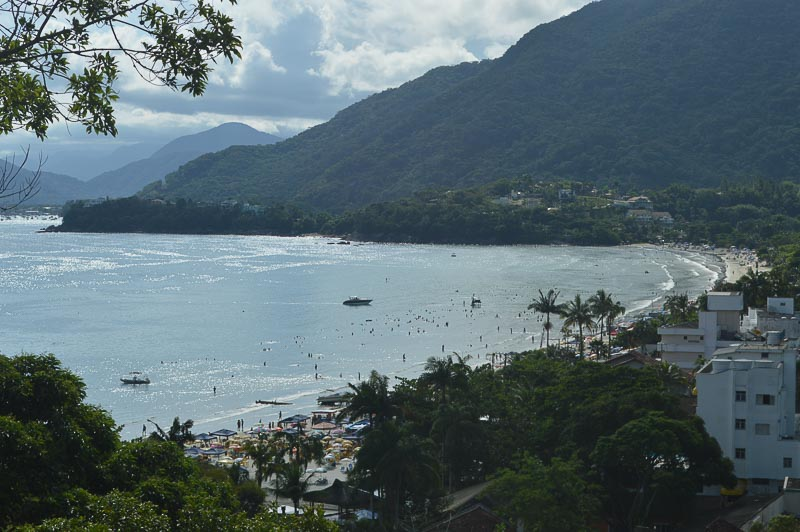
Praia da Enseada, Ubatuba

Ubatuba, oficialmente Estância Balneária de Ubatuba, es un municipio brasileño del estado de São Paulo. Situada en la Mesorregión del Vale do Paraíba Paulista y en la Microrregión de Caraguatatuba, es un balneario cuyo territorio ocupa una superficie de 708,105 km², el 83% del cual está cubierto por el Parque Estadual de la Serra do Mar.
El censo de 2022 indicó que su población era de 92 981 habitantes, resultando una densidad poblacional de 131,1 hab/km². El municipio está formado por la cabecera y el distrito de Picinguaba.

## Descripción
Es uno de los quince municipios de São Paulo considerados balnearios por el Estado, ya que cumplen con ciertos requisitos definidos por la ley estatal. Este estatus les garantiza a estos municipios un mayor presupuesto estatal para promover el turismo regional. Asimismo, el municipio adquiere el derecho de agregar con su nombre el título de "balneario", término por el que se designa tanto por el expediente municipal oficial como por referencias estatales.

### Ciudad
Ubatuba está comunicado con São Paulo por medio de la carretera Doutor Manuel Hipólito Rego (SP-055) y con Río de Janeiro por medio de la Rodovia Rio-Santos (BR-101). La ciudad se encuentra en el Trópico de Capricornio. El área urbana se concentra principalmente en las zonas del Atlántico y el valle. El clima es lluvioso, de ahí el apodo de "Uba Chuva". Mucha de la tierra hacia el norte es boscosa y montañosa, y forma parte de la Serra do Mar. El parque estatal de la Serra do Mar cubre el 83 % de la ciudad y tiene pocas carreteras de conexión a través de la cordillera. Un parque marino fue creado bajo el Projeto Tamar (Proyecto Tamar) para proteger a las tortugas marinas. Además, el Instituto Oceanográfico de la Universidad de São Paulo dirige la base de investigación Clarimundo de Jesús en Ubatuba.
Ubatuba es una ciudad turística importante, y recibe la visita de turistas de muchas partes de Brasil. Tiene más de 100 playas, entre ellas: Maranduba, Lázaro, Itamambuca, Vermelha, Grande, Enseada, Perequê y Saco da Ribeira. También cuenta con una isla llamada Anchieta, llamada así en honor a José de Anchieta. Ha sido reserva natural desde el 22 de marzo de 1977.

### Surf
Ubatuba es considerada, por ley, como "la capital del surf del Estado de Sao Paulo". La ciudad ha recibido este honor por más de diez concursos de surf importantes que se llevan a cabo en sus playas cada año, incluyendo dos series mundiales de clasificación, dos series de súper surf pro, y otros concursos apoyados por marcas como Billabong, Quiksilver y Dunkelvolk (que patrocinó la edición 2009 del Concurso de Surf de Ubatuba, con más de 120 atletas).

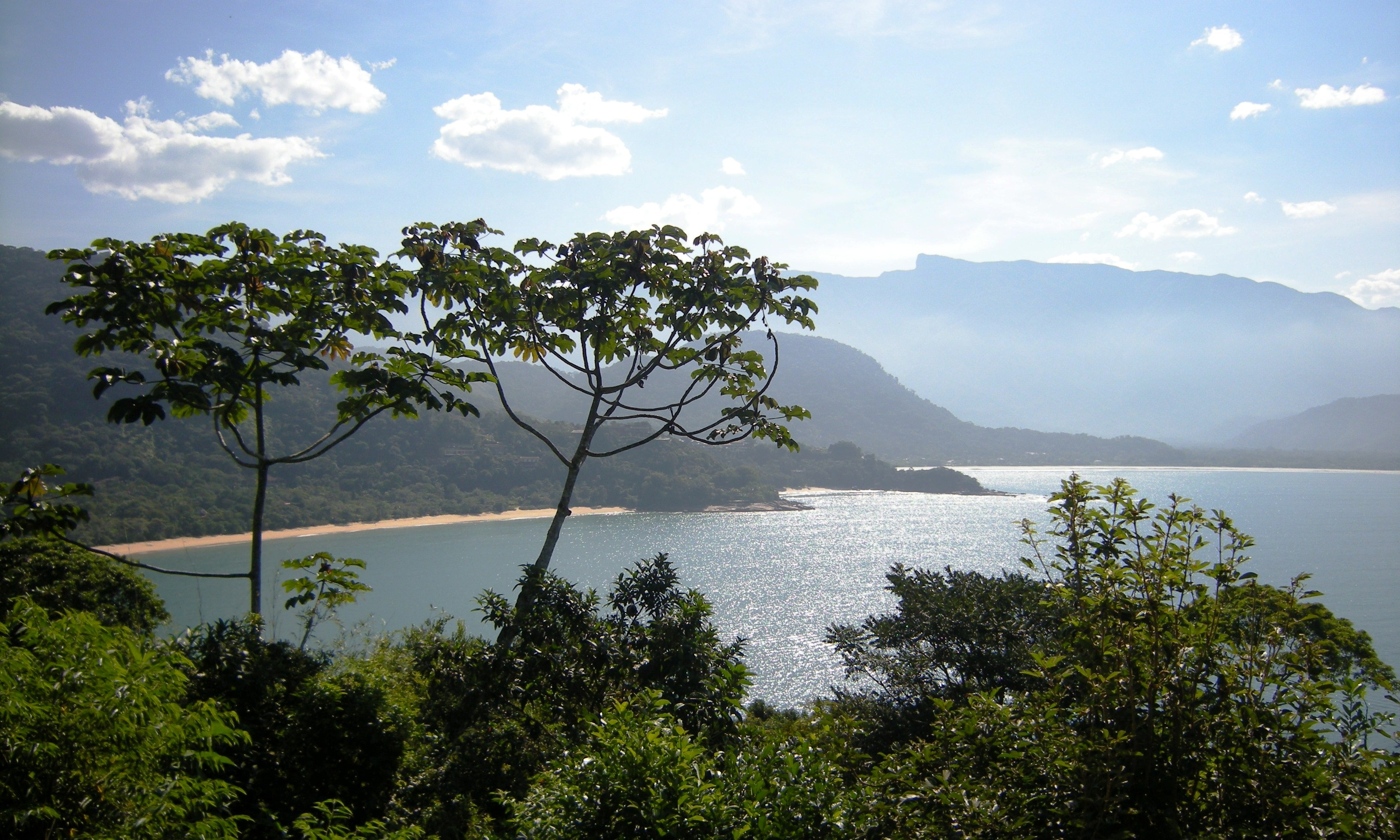
Playas de Ubatuba

## Historia
Su nombre tiene origen tupí y existen al menos dos interpretaciones para el nombre. En tupí, ubá significa "canoa", mientras que u'ubá significa "caña de río", que es una hierba que los indígenas usaban para hacer flechas.
Ubatuba fue el lugar donde los portugueses firmaron el primer tratado de paz de América con los indios tupinambáes (el Tratado de Paz de Yperoig - Tratado de Paz de Iperoig), un tratado que mantiene a Brasil en manos portuguesas, con una sola lengua y una fe: el catolicismo. Ya en el siglo XVI las familias tupinambáes se vieron forzadas a la esclavitud, al trabajo en las plantaciones de caña de azúcar a lo largo de las costas del sur que rodean las ciudades de San Vicente e Itanhaém, una región también llamada "Morpion" en ese momento (según escribió André Thevet en Singularités de la France Antarctique).
Los tupinambáes respondieron con la Confederación de Tamoio, una poderosa alianza militar que emprendió la destrucción de San Vicente, con la ayuda de los franceses, que habían fundado una colonia de refugiados protestantes, la Francia Antártica, en la bahía de Guanabara antes de la fundación de Río de Janeiro. Los portugueses mandaron a dos sacerdotes jesuitas, los padres Anchieta y Manuel da Nóbrega, para hacer la paz con los indios tupinambáes. Anchieta fue mantenido como rehén y Nóbrega regresó a San Vicente junto con el jefe Cunhambebe para hacer los arreglos para preparar el tratado. Los portugueses vencieron a los franceses, destruyeron la Francia Antártica y tomaron el territorio.